# 朱翊鋃
舒城懷莊王朱翊鋃（？—1583年），明朝第二代舒城王，舒城康簡王朱載𡊿嫡長子。

## 生平
嘉靖四十年（1561年），封舒城長子。
萬曆九年（1581年）四月，明神宗遣西寧侯宋世恩等為正使，翰林院修撰沈懋學等為副使，持節冊封朱翊鋃為舒城王。
萬曆十一年（1583年）去世。萬曆十二年（1584年）賜諡懷莊。

## 家庭

### 妻
- 繼妃王氏，萬曆三十八年（1610年）十二月以未婚守節賜勑旌獎[4]。

### 子
- 庶長子：舒城王朱常泔[2]，一作「常𣵷」[5][6]
- 第二子：鎮國將軍朱常㴩[5]